# 塞纳河畔阿布隆
塞纳河畔阿布隆（法語：Ablon-sur-Seine，法語發音：[ablɔ̃ syʁ sɛn] ⓘ）是法国法蘭西島大區马恩河谷省的一个市镇，属于克雷泰伊区。

## 地理
塞纳河畔阿布隆（48°43'32"N, 2°25'16"E）面积1.11 平方千米，位于法国法蘭西島大區马恩河谷省，该省份为法国北部内陆省份，毗邻巴黎。
与塞纳河畔阿布隆接壤的市镇（或旧市镇、城区）包括：鲁瓦新城、阿蒂斯蒙斯、塞纳河畔维尼厄。

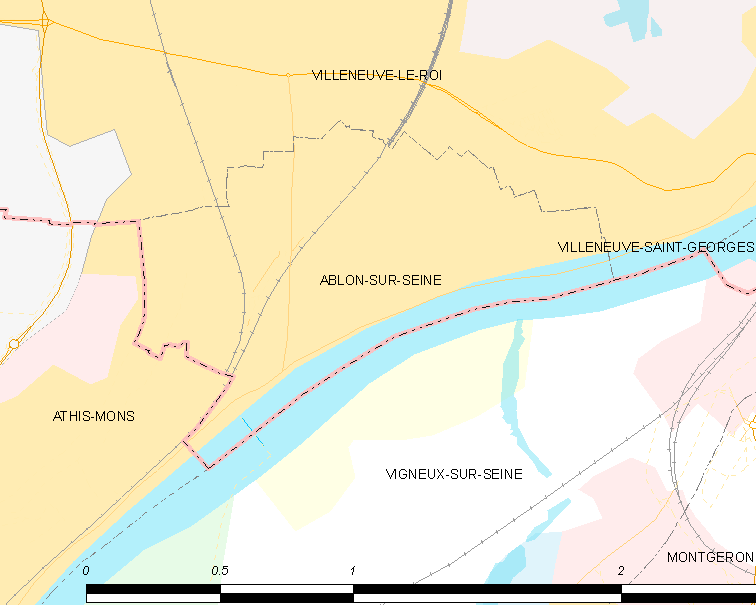
塞纳河畔阿布隆的OSM定位图

塞纳河畔阿布隆的时区为UTC+01:00、UTC+02:00（夏令时）。

## 行政
塞纳河畔阿布隆的邮政编码为94480，INSEE市镇编码为94001。

## 政治
塞纳河畔阿布隆所属的省级选区为奥利县。

## 人口

1962-2008年间塞纳河畔阿布隆人口变化图示

塞纳河畔阿布隆于2022年1月1日时的人口数量为6029人。